# 5199 Dortmund
5199 Dortmund eller 1981 RP2 är en asteroid i huvudbältet som upptäcktes den 7 september 1981 av den rysk-sovjetiska astronomen Ljudmila Karatjkina vid Krims astrofysiska observatorium på Krim. Den är uppkallad efter den tyska staden Dortmund.
Asteroiden har en diameter på ungefär åtta kilometer.